# Il Volo del mattino
Il Volo del mattino è una trasmissione radiofonica condotta da Fabio Volo, in onda nel periodo invernale su Radio Deejay dal 2000 al 2012, e dal 30 settembre 2013 in poi.
La trasmissione tratta per lo più temi relativi ai rapporti tra uomo e donna, legati al quale Volo, oltre agli interventi degli ascoltatori, propone letture di poesie, brani musicali e musiche; inoltre la programmazione musicale è di tipologia del tutto diversa da quella che si ascolta normalmente nel resto del palinsesto di Radio Deejay.
La regia del programma è affidata a Maurizio Rossato.
L'8 ottobre 2012 Fabio Volo annuncia che il programma non andrà più in onda, per poi riannunciare, il 28 giugno 2013, che il programma tornerà dal settembre dello stesso anno.
Dal 2015 si aggiunge alla conduzione Viola Afrifa.
Nel mese di Agosto 2020 il programma va in onda nella fascia 17-18 prendendo per l'occasione il nome di Il Volo della sera.
Il 18 Settembre 2020 ricorre il ventesimo anniversario della trasmissione. In questa occasione la puntata ripercorre vari personaggi che hanno caratterizzato la trasmissione con interventi di Spank (voce fuoricampo che interagiva con Volo fino al 2010 circa) e de LaLaura, speaker nelle prime edizioni.